# Estación de Dristor

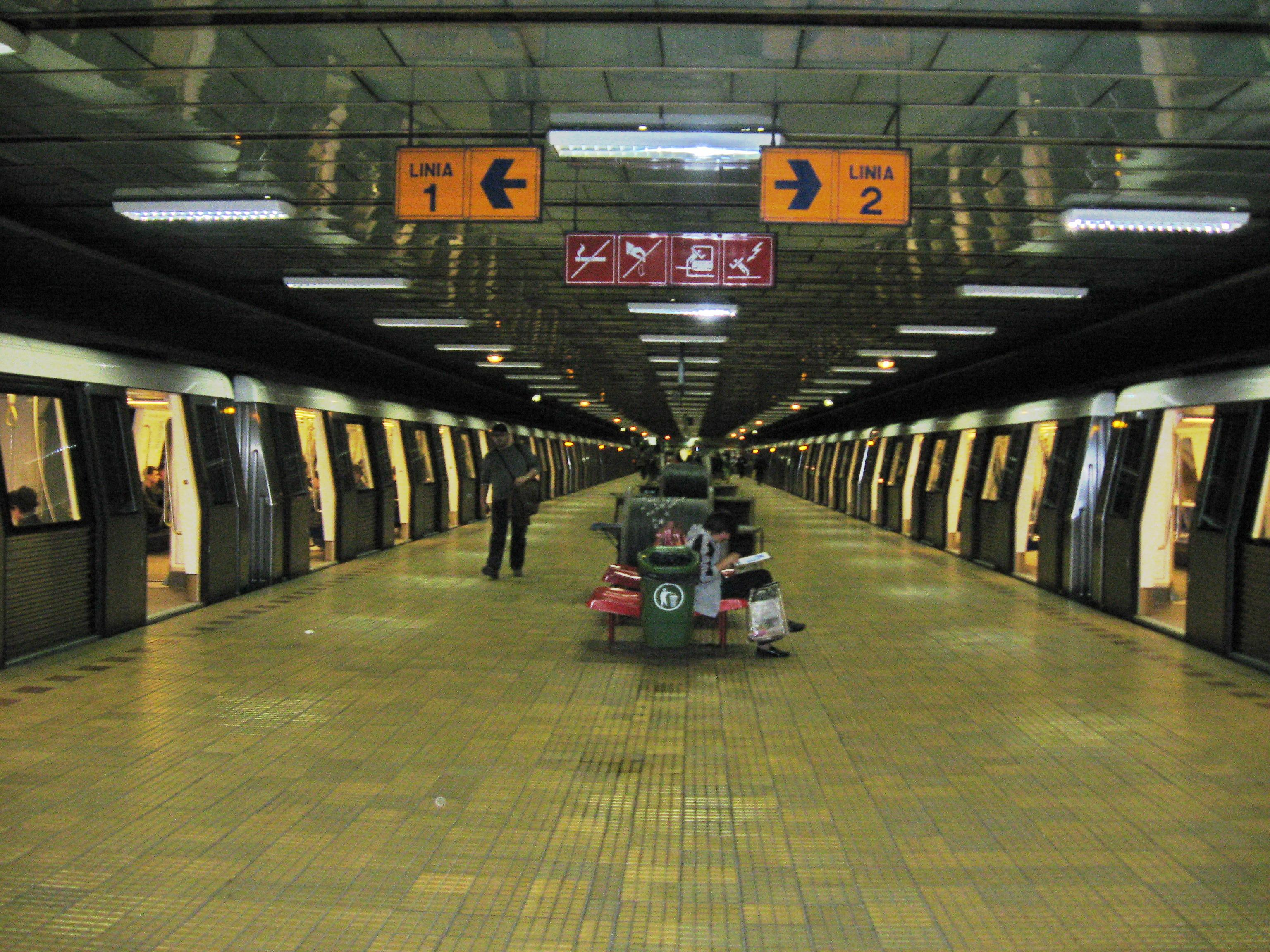
Andenes en la estación de Dristor

La Estación de Dristor es una estación del Metro de Bucarest. Su nombre proviene del barrio de Dristor, en el cual se ubica la estación.
La estación recibe dos nombres, uno para cada nivel de vías que posee. Así, la estación de Dristor 2 es el origen de la Línea M1, mientras que la estación Dristor 1 se halla a mitad de línea, con correspondencia con la Línea M3. Aunque reciben nombres separados, en la práctica es la misma estación con dos niveles de vías diferentes.
Debido a la mala señalización de la estación, es posible confundir uno y otro andén. Este es uno de los problemas más frecuentes del Metro de Bucarest.
- Datos: Q2735368
- Multimedia: Dristor Station, Bucharest Metro / Q2735368